# Akute monozytische Leukämie
Die Akute monozytische Leukämie (M5) ist eine Form der Akuten myeloischen Leukämie (AML). Gemäß der FAB-Klassifikation sind mehr als 80 % der myeloischen Zellen Monoblasten (M5a) bzw. Monozyten (M5b).
Synonyme sind: AML-M5; AmoL; Leukämie, akute monozytäre; Leukämie, akute myeloische, Typ 5

## Verbreitung
Die Häufigkeit wird mit etwa 1 zu 1.000.000 angegeben, es handelt sich um eine der häufigsten Formen der AML in den ersten beiden Lebensjahren.

## Ursache
Die Ursache ist nicht bekannt.
Angeborene Risikofaktoren (Prädisposition) sind:
- Down-Syndrom
- Zwilling mit Leukämie
- Fanconi-Anämie
- Bloom-Syndrom
- Louis-Bar-Syndrom (Ataxia teleangiectasia)
- Neurofibromatose Typ 1
- Li-Fraumeni-Syndrom
- Kostmann-Syndrom
- Klinefelter-Syndrom

Erworbene Risikofaktoren sind:
- Vorgeburtliche Exposition gegenüber Schadstoffen
- Aplastische Anämie
- Myelodysplastisches Syndrom
- Paroxysmale nächtliche Hämoglobinurie

## Klinische Erscheinungen
Unspezische Hinweise sind Schwäche, Blässe, Fieber, Schwindel und Atemprobleme. Spezifischer sind blaue Flecken, Blutungsneigung, Gerinnungsstörung, neurologische Auffälligkeiten und Gingivahyperplasie.

## Diagnose
Die Diagnose wird durch eine Blutuntersuchung und Knochenmarkspunktion gestellt.

## Differentialdiagnose
Abzugrenzen sind:
- Akute lymphatische Leukämie
- Myelodysplastisches Syndrom
- Chronische myeloische Leukämie
- Metastasen im Knochenmark von Neuroblastom, Rhabdomyosarkom oder Ewing-Sarkom
- Knochenmarksbefall durch Non-Hodgkin-Lymphom
- Transiente leukämoide Reaktionen
- Transientes myeloproliferatives Syndrom
- Juvenile idiopathische Arthritis
- Pfeiffer-Drüsenfieber
- viral bedingte Knochenmarksdepression
- Aplastische Anämie
- Neutropenie